# Бардонеккья
Бардонеккья (итал. Bardonecchia, пьем. Bardonecia, окс. Bardonescha) — коммуна в Италии, располагается в области Пьемонт, в провинции Турин.
Население составляет 3117 человек (2008 г.), плотность населения составляет 24 чел./км². Занимает площадь 132 км². Почтовый индекс — 10052. Телефонный код — 0122.
Покровителем коммуны почитается святой Ипполит Римский, празднование 13 августа.

## Демография
Динамика населения:

## Администрация коммуны
- Официальный сайт: http://www.comune.bardonecchia.to.it/